# Reto Müller (Radsportler)
Reto Müller (* 6. Februar 1998) ist ein ehemaliger Schweizer Radsportler, der Rennen auf Bahn und Strasse bestritt.

## Sportliche Laufbahn
2013 wurde Reto Müller erstmals Schweizer Meister im Teamsprint, gemeinsam mit seinem Bruder Patrick Müller und Jan Keller. Bis 2016 konnte er diesen Erfolg viermal in Folge, mit verschiedenen Partnern, wiederholen; 2015 holte er den Titel gemeinsam mit zwei von seinen Brüdern, Patrick und Andreas. Bei den UCI-Strassen-Weltmeisterschaften 2015 belegte er im Strassenrennen der Junioren Platz vier.
Im Juni 2015 stellte Reto Müller jeweils einen neuen Schweizer Junioren-Rekord mit 1:05,394 Minuten über 1000 Meter und wenige Wochen später mit 4:08,523 Minuten bei den UCI-Bahn-Weltmeisterschaften der Junioren in Astana gemeinsam mit Stefan Bissegger, Robin Froidevaux und Gino Mäder in der Mannschaftsverfolgung auf.
2016 errang Müller gemeinsam mit Marc Hirschi die Goldmedaille im Zweier-Mannschaftsfahren bei den Bahnweltmeisterschaften der Junioren und wurde im selben Jahr gemeinsam mit Hirschi Schweizer Elite-Meister in dieser Disziplin. Bei den Strassenweltmeisterschaften belegte er im Strassenrennen der Junioren Rang drei. Zudem gewann er das renommierte Junioren-Rennen Grand Prix Rüebliland. Ende 2021 beendete er seine Radsportlaufbahn.

## Erfolge

### Bahn
2014
- Schweizer Meister – Teamsprint (mit Patrick Müller und Jan Keller)

2015
- Junioren-Weltmeisterschaft – Mannschaftsverfolgung (mit Gino Mäder, Robin Froidevaux und Stefan Bissegger)
- Schweizer Meister – Teamsprint (mit Patrick Müller und Andreas Keller)

2016
- Junioren-Weltmeister – Zweier-Mannschaftsfahren (mit Marc Hirschi)
- Schweizer Meister – Zweier-Mannschaftsfahren (mit Marc Hirschi)

2017
- Schweizer Meister – Mannschaftsverfolgung (mit Claudio Imhof, Patrick Müller, Lukas Rüegg und Nico Selenati)

### Strasse
2014
- Schweizer Junioren-Meister – Strassenrennen

2016
- Junioren-Weltmeisterschaft – Strassenrennen
- Grand Prix Rüebliland